# Yeshivá Shaalvim
La Yeshivá Shaalvim (en hebreo: ישיבת שעלבים) es un colegio, una yeshivá hesder, y un instituto de educación secundaria, la yeshivá está situada en el Kibutz Sha'alvim.

## Historia
La Yeshivá Shaalvim fue fundada en 1961 por el Rabino Meir Schlesinger, el rabino del Kibutz Shaalvim. La yeshivá, al igual que el kibutz, estaba originalmente afiliada al partido político Poalei Agudat Yisrael, cuya ideología puede describirse como próxima a la organización World Agudath Israel y a la organización Mizrachi World Movement.
El Rabino Schlesinger sirvió como el director de la yeshivá durante más de 30 años. Por más de 20 años,  fue profesor el Rabino Shimon Zelaznik, un estudiante del Rabino Isser Zalman Meltzer de la Yeshivá Etz Chaim ubicada en Jerusalén. El Rabino Yitzchak Dzimtrovski, uno de los principales estudiantes del Rabino Shmuel Rozovsky en la Yeshivá de Ponevezh y profesor de la Yeshivá Kol Yaakov, situada en Jerusalén, pronunció una conferencia general semanal. El primer supervisor fue el Rabino Yitzchak Gittelman, quien había sido alumno del Rabino Yeruchom Levovitz, supervisor de la Yeshivá Mir. Un supervisor (mashgiach) posterior fue el Rabino Moshe Yechiel Tzuriel Weiss, un autor prolífico. El período entre los años 1970 y 1985, durante el cual estos rabinos sirvieron en la Yeshivá Shaalvim, puede considerarse como la edad de oro de la yeshivá. Los actuales jefes de la yeshivá estudiaron todos en la Yeshivá Shaalvim durante ese período.
A principios de la década de 1990 muchos de los rabinos originales de la yeshivá comenzaron a retirarse y sus puestos fueron ocupados por graduados de la yeshivá y de otras yeshivás sionistas religiosas. Este cambio coincidió con la desaparición del movimiento Poalei Agudat Yisrael y con la creciente división entre los movimientos religiosos nacionales y los movimientos ultraortodoxos haredim en la Tierra de Israel. En los años siguientes la yeshivá creció significativamente, y se convirtió en el centro de un campus educativo grande y floreciente que incluye un kolel, un colegio de profesores, un instituto-yeshivá para jóvenes, un instituto femenino, una escuela primaria y una escuela Talmud Torá. A principios de la década de 1990 se construyó un yishuv religioso nacional llamado Nof Ayalon alrededor del campus educativo de la yeshivá. Más de 400 familias viven en el yishuv, incluyendo muchos graduados de la yeshivá.
Los graduados de la yeshivá han fundado las yeshivás hesder en Samaria y en Sderot. En los últimos años, la yeshivá también ha abierto un seminario para mujeres procedentes de los Estados Unidos y de otros países ubicado en Jerusalén.
Hoy en día, la yeshivá está dirigida por el Rabino Michael Yammer, el hijo del profesor Max Jammer; el colegio está dirigido por el Rabino Gidon Binyamin, el rabino de Nof Ayalon; y el supervisor (mashgiach) es el Rabino Aryeh Ben Yaakov, todos ellos son antiguos alumnos de la yeshivá. Entre otros rabinos cabe señalar al Rabino Moshe Ganz, antiguo director del kolel de la Yeshivá Mercaz HaRav Kook y un estudiante personal del Rabino Zvi Yehuda Kook, y al Rabino Yoel Amital, un graduado de la Yeshivá Har Etzion, y un alumno personal de su padre, el Rabino Yehuda Amital.

## Programa para estudiantes extranjeros
La Yeshivá Shaalvim, tiene un programa para los estudiantes procedentes de los Estados Unidos y de otros países como el Reino Unido, Canadá, Francia, Bélgica, Hungría, Sudáfrica y Australia. Este programa fue dirigido durante muchos años por el Rabino Mallen Galinsky, y actualmente es dirigido por el Rabino Ari Waxman y es asistido por el Rabino Aryeh Leibowitz. En los últimos años, el programa ha crecido significativamente, y más de 100 estudiantes asisten anualmente. En 2004, Shaalvim abrió una sección femenina, e inició un programa para las estudiantes procedentes de otros países. El programa llamado Shaalvim for Women, se encuentra en Jerusalén, y está dirigido por el Rabino Yamin Goldsmith, un exalumno de la Yeshivá Shaalvim. Aproximadamente 80 mujeres jóvenes asisten al programa anualmente, y otras 15 regresan para un segundo año de estudio.

## Filosofía
La Yeshivá Shaalvim tiene una cierta proximidad con la filosofía de la judería alemana. El Rabino Schlesinger, y el antiguo Rabino Yaakovson, estudiaron en la Yeshivá Kol Torá, fundada por el Rabino Yechiel Michel Schlesinger. Tanto el Rabino Schlesinger, como el Rabino Yaakovson, son descendientes de prominentes familias judías alemanas. El Rabino Schlesinger, es hijo de Falk Schlesinger, el antiguo director del Centro Médico Shaare Tzedek, ubicado en Jerusalén.
Otros lazos con la judería alemana, incluyen el fenómeno de que muchos de los estudiantes, particularmente en la escuela secundaria, están asociados con el movimiento juvenil fundado por judíos alemanes llamado Ezra (anteriormente afiliado con el partido Poalei Agudat Israel). En 2006, la Yeshivá Shaalvim asumió el control del Instituto Isaac Breuer, fundado en memoria del judío alemán Isaac Breuer. El instituto publica la revista académica trimestral HaMaayan.